# David Preiß (Fußballspieler)
David Preiß (* 18. Mai 1978 in Hartberg) ist ein ehemaliger österreichischer Fußballspieler und nunmehriger -trainer.

## Karriere

### Als Spieler
Preiß spielte bis 1998 für die Amateure des Grazer AK. Zwischen 1998 und 1999 war er für die Amateure des SK Sturm Graz aktiv. Zur Saison 1999/2000 kehrte er zum GAK zurück. Im Mai 2000 absolvierte er sein einziges Spiel für die Profis des GAK in der Bundesliga, als er am 36. Spieltag jener Saison gegen Schwarz-Weiß Bregenz in der 71. Minute für Michael Hübler eingewechselt wurde.
Zur Saison 2000/01 wechselte er zum TSV Pöllau. Danach spielte er unter anderem wieder für die Amateure des GAK, den USV Allerheiligen und den SV Wildon.

### Als Trainer
Der studierte Sportwissenschaftler Preiß fungierte ab Jänner 2011 als Rehatrainer und Physiotherapeut beim Bundesligisten Kapfenberger SV.
Ab 2012 arbeitete Preiß als Individualtrainer unter Werner Gregoritsch bei der österreichischen U-21-Auswahl. Zur Saison 2013/14 wurde er Konditions- und Co-Trainer beim Regionalligisten SK Austria Klagenfurt.
Zur Saison 2014/15 wurde er Cheftrainer des fünftklassigen SV Wildon. Mit Wildon konnte er 2016 in die Landesliga aufsteigen. Zur Saison 2017/18 übernahm er den Ligakonkurrenten TuS Heiligenkreuz a.W. Nach drei Monaten als Trainer von Heiligenkreuz wurde er im Oktober 2017 Trainer des Ligakonkurrenten Grazer AK.
Zu Ende der Saison 2017/18 stieg er mit dem GAK als Meister der steirischen Landesliga in die Regionalliga Mitte auf. Nachdem er nach dem Aufstieg auf Anhieb Herbstmeister mit den Grazern geworden war, musste Preiß, da er nicht die für die 2. Liga notwendige Trainerlizenz besitzt, im Jänner 2019 zum Teamchef werden, während Enrico Kulovits den Cheftrainerposten übernahm, damit der GAK um eine Lizenz für die zweithöchste Spielklasse ansuchen kann. Im Juni 2019 wurde er, nachdem seine Trainerlizenz auch für 2. Liga zugelassen worden war, wieder Cheftrainer. Im Februar 2020 wurde Preiß beurlaubt, der GAK lag zu jenem Zeitpunkt auf einem Abstiegsplatz.
Im Mai 2022 übernahm er den viertklassigen ASK Voitsberg. Unter seiner Führung verspielte Voitsberg aber die Tabellenführung und beendete die Saison 2021/22 als Vizemeister. In der Saison 2022/23 wurde Voitsberg dann Meister der Landesliga und stieg in die Regionalliga auf. In der Saison 2023/24 wurde der Aufsteiger auch in der dritthöchsten Spielklasse Meister und schaffte damit den Durchmarsch in die 2. Liga.